# Emmanuelle Loyer

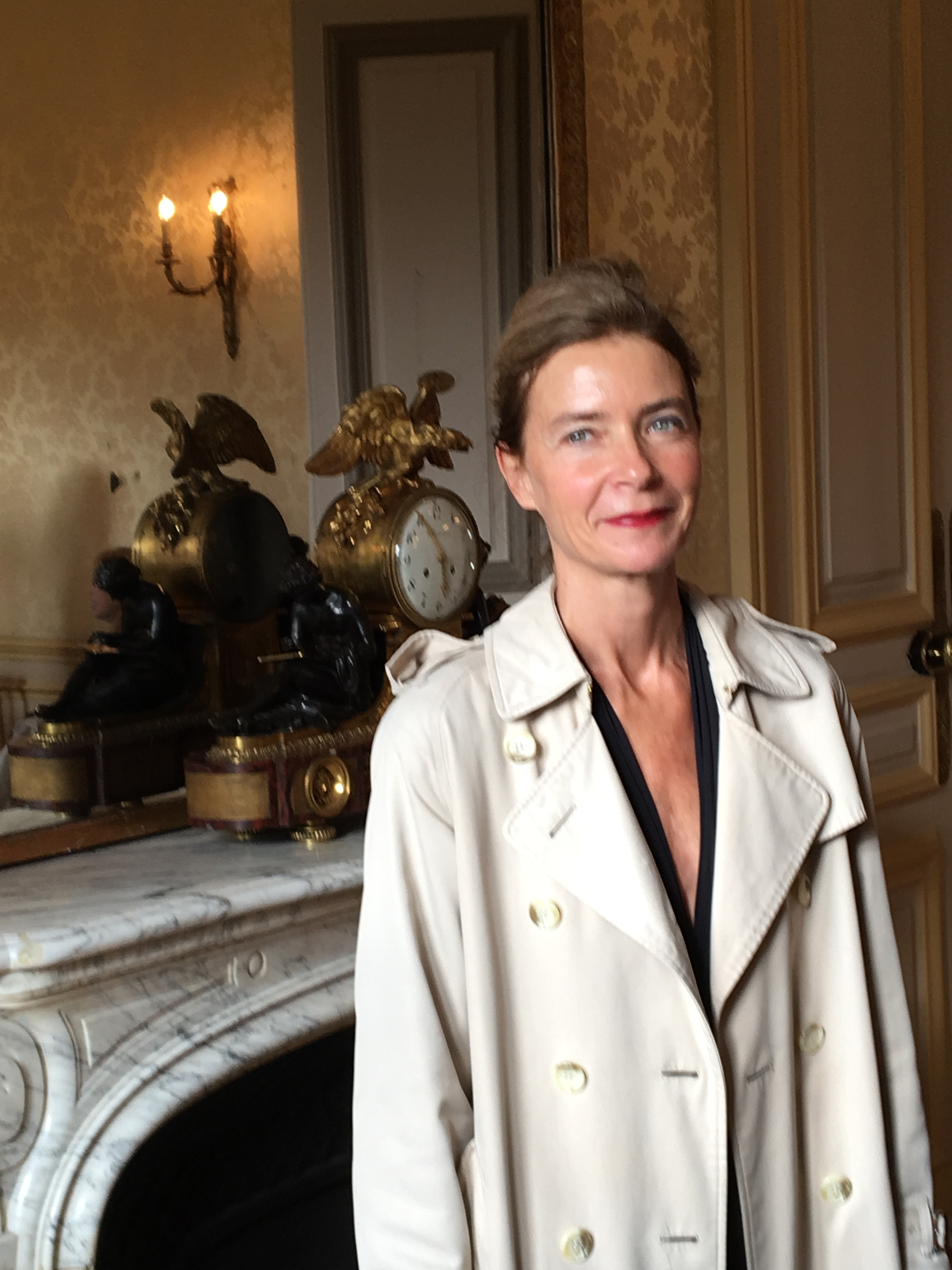
Emmanuelle Loyer, 2015

Emmanuelle Loyer (geboren am 22. April 1968) ist eine französische Historikerin.

## Leben
Emmanuelle Loyer war Studentin am ENS de Fontenay-Saint-Cloud und erhielt die Agrégation für Geschichte. Loyer ist Professorin für Zeitgeschichte an der Grande école Sciences Po Paris. Sie ist spezialisiert auf die Kulturgeschichte zeitgenössischer Gesellschaften und leitet das Doktorandenseminar „Literatur- und Sozialwissenschaften“. Sie gehört dem Wissenschaftlichen Beirat des Hauses der Europäischen Geschichte in Brüssel an.

## Schriften (Auswahl)
- mit Pascale Goetschel: Histoire culturelle et intellectuelle de la France au XXe siècle. Armand Colin, Paris 1994
- Le Théâtre citoyen de Jean Vilar. Une utopie d’après-guerre. Presses Universitaires de France PUF, Pris 1997
- La „Voix de l’Amérique“. Un outil de la propagande radiophonique américaine aux mains d’intellectuels français, in: Vingtième siècle, 2002/4, Nr. 76, S. 79–97
- mit Pascale Goetschel: Histoire culturelle de la France de la Belle époque à nos jours. Armand Colin, Paris 2005
- Paris à New York. Intellectuels et artistes français en exil, 1940–1947. Éditions Grasset et Fasquelle, Paris 2005
- mit Antoine de Baecque: Histoire du Festival d’Avignon. Gallimard, Paris 2007
- Mai 68 dans le texte. Éd. Complexe, Paris 2008
- „La Formation de la classe ouvière anglaise“ d'E. P. Thompson, in: L'Histoire, 379, September 2012
- Claude Lévi-Strauss. Flammarion, Paris 2015
  - Levi-Strauss. Eine Biographie. Übersetzung Eva Moldenhauer.  Suhrkamp, Berlin 2017 ISBN 978-3-518-42770-5
- Une brève histoire culturelle de l'Europe, Éditions Flammarion, Paris 2017, coll. « Champs histoire », ISBN 978-2-08-140947-7

## Auszeichnungen
- Prix Eugène-Colas, 2006 für Paris à New York
- Prix du meilleur livre sur le théâtre du Syndicat de la critique 2007/2008 (mit Antoine de Baecque) für Histoire du Festival d’Avignon
- Prix Femina essai 2015 für Claude Lévi-Strauss[2]
- Einhard-Preis für biographische Literatur 2019 für Claude Lévi-Strauss[3]